# Ralsko
Ralsko là một thị trấn thuộc huyện Česká Lípa, vùng Liberecký, Cộng hòa Séc.